# Acanthoscurria melanotheria
Acanthoscurria melanotheria là một loài nhện trong họ Theraphosidae.
Loài này thuộc chi Acanthoscurria. Acanthoscurria melanotheria được Cândido Firmino de Mello-Leitão miêu tả năm 1923.